# هيرمان فيرمولين
هيرمان فيرمولين هو مدرب كرة قدم ولاعب كرة قدم بلجيكي، ولد في 10 نوفمبر 1954 في Temse ‏ في بلجيكا. لعب مع آود هيفرلي لوفين.